# 1312 en santé et médecine
| Années de la santé et de la médecine : 1309 - 1310 - 1311 - 1312 - 1313 - 1314 - 1315    |
| Décennies de la santé et de la médecine : 1280 - 1290 - 1300 - 1310 - 1320 - 1330 - 1340 |

Cet article présente les faits marquants de l'année 1312 en santé et médecine.

## Événements
- Une ordonnance de Philippe le Bel « spécifie les poids dont les apothicaires doivent faire usage[1] ».
- Un hôpital est mentionné à Rab, en Croatie[2].
- L'hôpital de Bardon, entre Yzeure et Moulins, et les maisons-Dieu de Gannay et Pierrefitte sont cités dans un registre ecclésiastique du diocèse d'Autun[3].
- Hugues, frère d'Othon  IV, comte  palatin de Bourgogne, fonde à Apremont, dans le  canton de Gray, un  hôpital qu'il place sous l’invocation de saint Nicolas et dont il confie la charge aux frères hospitaliers[4].
- À la requête de la faculté de médecine de Paris, Clarice de Rothomago et son mari, Pierre Faverel, sont poursuivis pour exercice illégal de la médecine[5].

## Publication
- 1306-1312 : Henri de Mondeville, chirurgien de Philippe le Bel, rédige les deux premières parties – consacrées à l'anatomie et aux plaies, contusions et ulcères – de sa « Chirurgie », premier ouvrage publié sur ce thème en français, qu'il n'achèvera qu'en 1320[6].

## Décès
- Armengaud Blaise (né vers 1264), médecin de l'école de Montpellier, traducteur de l'arabe et de l'hébreu en latin, neveu d'Arnaud de Villeneuve, médecin de Jacques II, roi d'Aragon[7].
- 1312 ? : Pierre Grymant (date de naissance inconnue), originaire d'Origny en Vermandois, clerc et médecin à Paris[8].